# Sanktuarium św. Wojciecha w Bielinach
Sanktuarium św. Wojciecha w Bielinach – kościół parafialny – sanktuarium pod wezwaniem św. Wojciecha znajdujące się w Bielinach.
Świątynia została wzniesiona w latach 1763–1770, a jej uroczyste poświęcenie nastąpiło w 1852 r. Kościół został podniesiony do rangi Sanktuarium w 1997 dekretem bp. Wacława Świerzawskiego.
Znajduje się w nim ponad 90 relikwii po różnych świętych, w tym świętego Wojciecha, św. Jana z Dukli, św. Stanisława ze Szczepanowa, św. Andrzeja Boboli, św. Stanisława Kostki, św. Maksymiliana Kolbego, św. Marii Goretti, św. Jana Bosco, św. Dominika Savio, św. męczennika Korneliusza, św. Barbary, św.Anny, św. Floriana, św. Klemensa, św. Rity, bł. ks. Jerzego Popiełuszki oraz innych.